# Chris Alexander

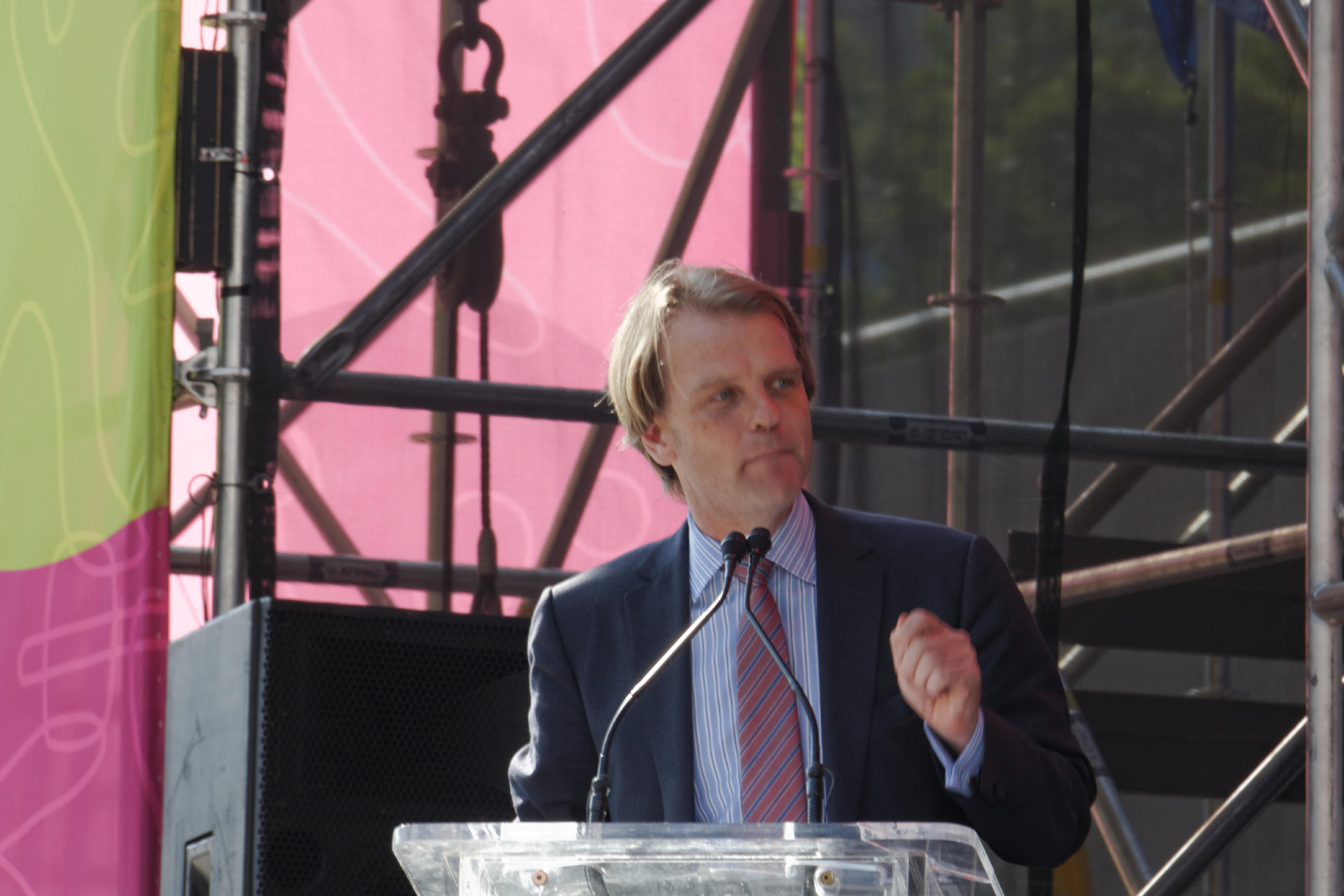
Chris Alexander

Chris Alexander (* 9. September 1968 in Toronto) ist ein kanadischer Politiker und Diplomat.
Alexander war von 2003 bis 2005 kanadischer Botschafter in Afghanistan. im Anschluss war er von 2005 bis 2009 stellvertretender Sonderbeauftragter der Unterstützungsmission der Vereinten Nationen in Afghanistan.
Bei den Unterhauswahlen 2011 kandidierte er für die Konservativen im Wahlkreis Ajax-Pickering in Ontario. Er gewann mit 44,07 % gegen den bisherigen Abgeordneten Mark Holland von der Liberalen Partei.
Von Mai 2011 bis Juli 2013 war Alexander parlamentarischer Sekretär des Verteidigungsministers (Parliamentary Secretary to the Minister of National Defence), von Juli 2013 bis November 2015 war er Minister für Staatsbürgerschaft und Einwanderung (Minister of Citizenship and Immigration) im Kabinett von Stephen Harper. Seit Mai 2013 ist er Mitglied des Kronrats (Queen’s Privy Council).
Bei der Parlamentswahl 2015 unterlag er im Wahlkreis Ajax seinem Vorgänger Mark Holland.

## Schriften
The long way back : Afghanistan's quest for peace. HarperCollins, New York 2011